# A-7 (szybowiec)
A-7 – radziecki lekki szybowiec transportowy z okresu II wojny światowej, zaprojektowany przez biuro konstrukcyjne Antonowa.

## Historia
Po ataku Niemiec na ZSRR radzieckie dowództwo dostrzegło konieczność posiadania szybowców transportowych dla planowanych operacji desantowych. Zadanie skonstruowania lekkiego szybowca transportowego powierzono m.in. biuru konstrukcyjnemu Antonowa. Projekt szybowca, wywodzący się jeszcze z 1939 roku, oznaczony początkowo RF-8 (Rot Front-8), stanowił w zasadzie powiększenie konstrukcji szybowca sportowego RF-7. Odznaczał się wśród szybowców transportowych czystą, aerodynamiczną sylwetką i wysoką doskonałością.
Na skutek wyników prób zwiększono ładowność, z 5 do 7 żołnierzy (łącznie z pilotem). Szybowiec okazał się udany i skierowano go do produkcji seryjnej, trwającej od 1942, pod oznaczeniem A-7 (pochodzącym od ilości przewożonych żołnierzy). Zbudowano podczas wojny ok. 400 szybowców A-7.
Na przełomie 1942 i 1943 przetestowano unikatowy wariant szybowca – latającej cysterny, wyposażonego w zbiorniki paliwa pojemności 1000 l. Szybowiec taki był holowany przez bombowiec DB-3, któremu przekazywał paliwo w locie. Rozwiązanie to nie weszło do produkcji.

## Służba w lotnictwie
Szybowce transportowe A-7 używane były tylko przez Armię Czerwoną. Używano ich przede wszystkim do lotów na tereny zajęte przez Niemców, z zaopatrzeniem i bronią dla partyzantów. Szczególne nasilenie lotów tego typu miało miejsce wiosną 1943 roku, do rejonu Połocka, Biagomla i Lepela na Białorusi, który stał się „centrum” zaopatrywania oddziałów ze sporego obszaru. Szybowce po wykonaniu takiego lotu były po wylądowaniu niszczone, gdyż nie miały warunków do powtórnego startu. Nasilona akcja zaopatrzeniowa w tym obszarze trwała do listopada 1943, użyto w niej ponad 100 szybowców, w dużej mierze A-7 (obok G-11). Do zaopatrywania partyzantów w innych rejonach szybowców używano jeszcze w 1944 roku. Ponadto szybowców radzieckich używano do przerzucania niewielkich grup sabotażowych na tyły wroga, aczkolwiek tu niewielka ładowność A-7 ograniczała użyteczność.
W listopadzie 1942 radzieckich szybowców użyto do nietypowej akcji dostarczenia oddziałom pancernym walczącym pod Stalingradem niezamarzającego płynu do chłodnic („antifrizu”).
A-7 miały bardzo dobre własności lotne. Dysponowały jednak mniejszym udźwigiem i liczbą przewożonych żołnierzy, niż szybowce G-11, konfiguracja ich ładowni utrudniała ponadto przewożenie ładunku (poza rozmieszczeniem miejsc, przez środek ładowni, między dwoma środkowymi miejscami, biegła pionowa rura, do której mocowano mechanizm podnoszenia podwozia. Ich zaletą była możliwość holowania przez lżejsze samoloty jednosilnikowe. Do holowania używano jednak w praktyce tych samych lekkich bombowców SB-2 i średnich DB-3F (Ił-4) (DB-3 mógł holować dwa szybowce).

## Opis konstrukcji
Lekki szybowiec transportowy, wolnonośny górnopłat o konstrukcji głównie drewnianej. Kadłub konstrukcji półskorupowej, w przekroju zbliżony do prostokąta. Z przodu była jednoosobowa kabina pilota, z szybą przednią i bocznymi, wpisana w obrys kadłuba. Za nią była ładownia. W przedniej części lewej burty i w tylnej części prawej burty były dwuskrzydłowe drzwi. Żołnierze desantu siedzieli na sześciu osobnych miejscach: dwóch po bokach z przodu, dwóch z tyłu i dwóch pośrodku. W drzwiach były małe okrągłe okienka, okienka były także na przeciwległych do drzwi miejscach burt. Skrzydła składały się z części wewnętrznej i zewnętrznych o obrysie trapezowym, pokryte sklejką i płótnem.
Podwozie klasyczne, z płozą ogonową. Koła podwozia głównego o rozmiarze 400×150 były mechanicznie wciągane do luków w kadłubie, szybowiec wówczas mógł lądować dla skrócenia dobiegu na podkadłubowej płozie.